# Натор (округ)
Натор (бенг. নাটোর জেলা, англ. Natore District) — округ на западе Бангладеш, в области Раджшахи. Образован в 1984 году. Административный центр — город Натор. Площадь округа — 1896 км². По данным переписи 2001 года население округа составляло 1 521 359 человек. Уровень грамотности взрослого населения составлял 27 %, что значительно ниже среднего уровня по Бангладеш (43,1 %). 90,47 % населения округа исповедовало ислам, 8,47 % — индуизм.

## Административно-территориальное деление
Округ делится на 6 подокругов (upazila):
1. Натор-Садар (Натор)
2. Багатипара (Багатипара)
3. Лалпур (Лалпур)
4. Барайграм (Барайграм)
5. Сингра (Сингра)
6. Гурудаспур (Гурудаспур)